# Liechtenstein nos Jogos Olímpicos de Verão da Juventude de 2010
O Liechtenstein participou dos Jogos Olímpicos de Verão da Juventude de 2010 em Cingapura. A delegação do pequeno principado europeu foi composta de três atletas que competiram em dois esportes.

## Judô
| Evento              | Atleta         | 1ª rodada    | 2ª rodada                        | 2ª rodada repescagem | 3ª rodada repescagem       | Semifinais repescagem | Final repescagem B | Disputa pelo bronze B | Pos. final |
| ------------------- | -------------- | ------------ | -------------------------------- | -------------------- | -------------------------- | --------------------- | ------------------ | --------------------- | ---------- |
| Até 66 kg masculino | Patrick Marxer | Sem oponente | MGL Dulguun Otgonbayar D 000-102 | Sem oponente         | GEO Beka Tugushi D 000-111 | Não avançou           | Não avançou        | Não avançou           | --         |

| Evento         | Atleta                                           | 1ª rodada               | 2ª rodada   | Semifinais  | Final       | Pos. final |
| -------------- | ------------------------------------------------ | ----------------------- | ----------- | ----------- | ----------- | ---------- |
| Equipes mistas | Patrick Marxer (como integrante da equipe Paris) | ZZX Equipe Tóquio D 3-5 | Não avançou | Não avançou | Não avançou | 10º        |

## Natação
| Evento                   | Atleta        | Qualificação | Qualificação | Semifinais  | Semifinais   | Final       | Final       |
| Evento                   | Atleta        | Resultado    | Posição      | Resultado   | Posição      | Resultado   | Posição     |
| ------------------------ | ------------- | ------------ | ------------ | ----------- | ------------ | ----------- | ----------- |
| 200 m livre feminino     | Julia Hassler | 2:06.11      | 18º (1º q3)  |             |              | Não avançou | Não avançou |
| 400 m livre feminino     | Julia Hassler | 4:18.59      | 6º (3º q4)   |             |              | 4:17.25     | 7º          |
| 200 m borboleta feminino | Julia Hassler | 2:18.53      | 13º (5º q3)  |             |              | Não avançou | Não avançou |
| 50 m peito masculino     | Simon Beck    | 31.36        | 12º (5º q3)  | 31.31       | 12º (6º sf1) | Não avançou | Não avançou |
| 100 m peito masculino    | Simon Beck    | 1:08.42      | 26º (4º q1)  | Não avançou | Não avançou  | Não avançou | Não avançou |